# Strabomantis helonotus
Strabomantis helonotus is een kikker uit de familie Strabomantidae. De wetenschappelijke naam van de soort werd beschreven in 1975 door Lynch. De soort komt voor in Ecuador in de provincie Pichincha langs de oostkant van de gebergte Andes op een hoogte van 1000 tot 2000 meter boven het zeeniveau. Strabomantis helonotus wordt ernstig bedreigd door het verlies van habitat.